# Paul S. Trible

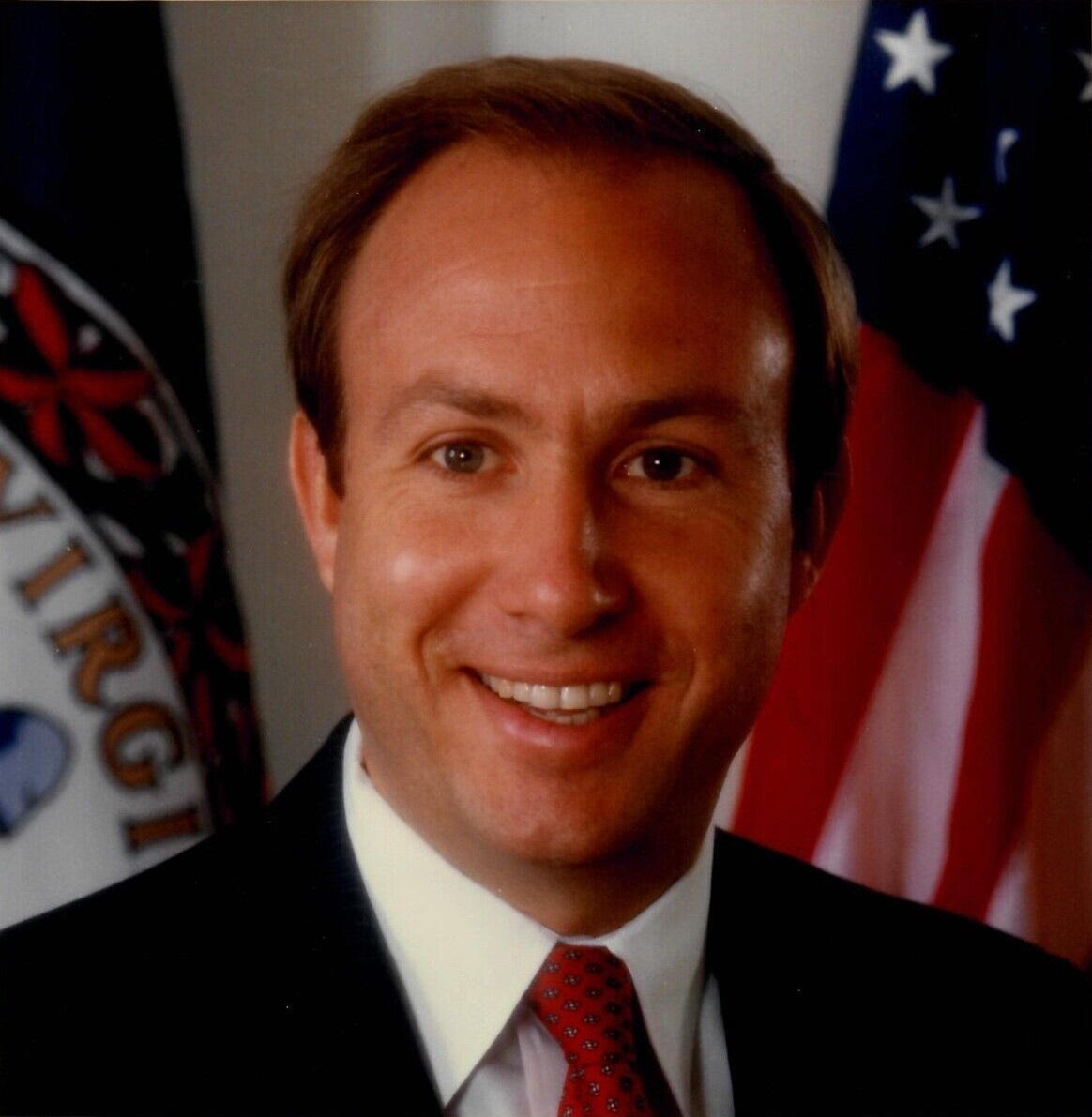
Paul S. Trible, Jr.

Paul Seward Trible, Jr. (* 29. Dezember 1946 in Baltimore, Maryland) ist ein US-amerikanischer Politiker (Republikanische Partei). Er vertrat den Bundesstaat Virginia im US-Senat.

## Berufliche Laufbahn
Trible wurde in Baltimore, Maryland geboren und besuchte später öffentliche und private Schulen in New Orleans, Louisiana und Clarks Summit, Pennsylvania. Er promovierte 1968 am Hampden Sidney College und 1971 an der Washington and Lee Law School in Lexington, Virginia. Er erhielt im gleichen Jahr die Zulassung als Rechtsanwalt und begann in Alexandria zu arbeiten. Gleichzeitig war er von 1971 bis 1972 als Rechtsreferent am United States District Court für das östliche Virginia unterwegs. In den Jahren 1972 bis 1974 war er Assistent des Staatsanwalts des östlichen District Courts und anschließend von 1974 bis 1976 war er Staatsanwalt des Essex County.
Im Jahre 1976 wurde er in die Law Enforcement Officers Training and Standards Commission von Virginia gewählt. Seit 1996 ist er zudem Präsident der Christopher Newport University in Newport News.

## Politische Karriere
Als Vertreter der Republikanischen Partei wurde er im Jahre 1976 ins Repräsentantenhaus im 95. Kongress gewählt und in den folgenden beiden Legislaturperioden im Amt bestätigt. Im Jahre 1982 kandidierte er nicht mehr für sein bestehendes Amt, wurde aber in den Senat gewählt, wo er seinen Bundesstaat bis zum 3. Januar 1989 vertrat. Er stellte sich im Wahljahr 1988 nicht mehr zur Verfügung.